# Dittmar Bachmann
Dittmar Bachmann (* 7. April 1967 in Hannover) ist ein deutscher Comedian, Sänger, Songwriter, Schauspieler und Synchronsprecher.

## Leben
Dittmar Bachmann spielte ab Mitte der 1980er Jahre bis Anfang der 1990er in diversen Theater-Produktionen. Draußen vor der Tür, Die Dreigroschenoper oder das Zweipersonenstück Der Kuss der Spinnenfrau waren nur einige Stationen.
Mit dem selbst produzierten Film Alles klar?!, in dem Bachmann die Hauptrolle übernahm und für Co-Regie sowie das Drehbuch verantwortlich zeichnete, gewann er 1991 den Jugendkultur-Preis der Stadt Langenhagen.
Im August 1993 gründete Dittmar Bachmann zusammen mit einem Kompagnon das Kasper-Comedy-Ensemble Holla-Bolla (früher Bolla-Holla), in dem die Kasperlfiguren durch Menschen dargestellt werden. Im Vorprogramm von Holla-Bolla hatte im Frühjahr 1998 der damals noch unbekannte Nachwuchs-Komiker Oliver Pocher seinen ersten Auftritt.
Im Hannoverschen Musical Chickoos Traum spielte Dittmar Bachmann im Sommer 1996 eine der Hauptrollen. Im Februar des Jahres darauf sang und tanzte er als Mr. Tougher zusammen mit Xavier Naidoo in der Musical-Produktion Human Pacific in Hockenheim.
Mit der von ihm 1997 gegründeten Deutsch-Pop-Rock-Band Bachmann – die Band gewann der Hannoveraner im Oktober 1998 den Band-Contest der Stadt Burgdorf und erreichte im Mai 2003 das Vorfinale des New-Sensation-Wettbewerbs von Radio ffn.
Neben den eigenen künstlerischen Projekten wie King of Swing (Premiere November 2005) war Dittmar Bachmann von 1997 bis 2009 als Comedycoach für Oliver Pocher tätig. Bei dessen Soloprogrammen It’s My Life (2005) und Gefährliches Halbwissen (2008) war Bachmann als Co-Autor, Regisseur und Produzent der Musiknummern und der Videoeinspieler zuständig.
Seit 2005 ist Dittmar Bachmann selber als Stand-up-Comedian in ganz Deutschland unterwegs. Sein erstes Comedy-Soloprogramm Gute Unterhaltung! feierte in der Urversion im Februar 2006 Premiere auf der Nordseeinsel Pellworm. In den Liveshows des Quatsch Comedy Clubs ist Bachmann regelmäßig seit Dezember 2005 in Berlin und Hamburg zu sehen. Im April 2010 wurde Dittmar Bachmann zum ersten Mal die Moderation des Club-Mixes im Quatsch Comedy Club Berlin anvertraut.
Als Comedian hatte Dittmar Bachmann im März 2007 seine erste Fernsehpräsenz bei Nightwash auf Comedy Central. Es folgten Auftritte im Fernsehen unter anderem bei Wer zuletzt lacht … ! (Sat.1), dem Quatsch Comedy Club (ProSieben), dem Quatsch Comedy Goes Christmas Gala (Pro7), bei Schmidt & Pocher (ARD) oder beim Fun-Club (RTL 2).
Das von Dittmar Bachmann konzipierte Internet-TV-Format Fan-Alarm wurde im August und September 2009 als Live-Show zur Ausstrahlung gebracht.
Im Frühjahr 2010 gehörte Dittmar Bachmann fest zur Besetzung bei den Aufzeichnungen der sechs Folgen aus der ersten Staffel der Thomas & Helga Show (NDR) und nahm dort die Rolle der One-Man-Showband bzw. des Musikspezialisten ein, der zum Teil mit eigenen kleinen Shownummern in die Sendung eingebunden wurde. Höhepunkte für Bachmann waren in diesem Variety-Format in Folge 4 das Boygroup-Casting und die Tanzeinlagen mit Moderator Thomas Hermanns.